# Antonin Scalia

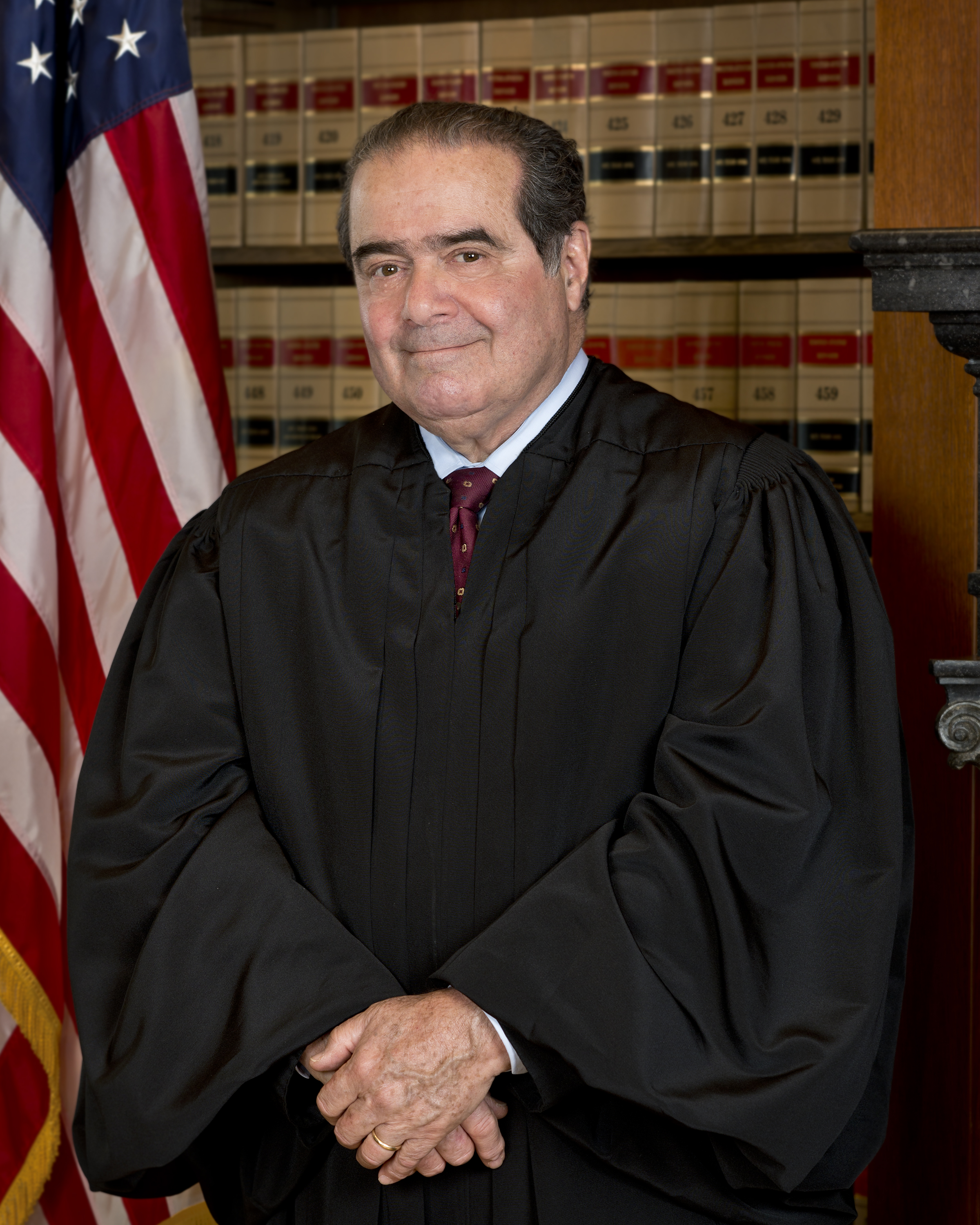
Antonin Scalia (2013)

Antonin Scalia (* 11. März 1936 in Trenton, New Jersey; † 13. Februar 2016 bei Marfa, Texas) war ein US-amerikanischer Jurist und von 1986 bis zu seinem Tod Beigeordneter Richter (Associate Justice) am Obersten Gerichtshof der Vereinigten Staaten (Supreme Court of the United States). Er wurde von vielen als die führende konservative Stimme des Gerichts gesehen und war ein starker Befürworter der juristischen Theorien von Originalismus sowie des manchmal als „Plain Meaning Rule“ bezeichneten Textualismus.

## Jugend, Ausbildung und Familie
Antonin Scalia wurde 1936 in Trenton im Bundesstaat New Jersey geboren. Er war das einzige Kind von Salvatore Eugene Scalia und Catherine Panaro Scalia. Sein Vater war italienischer Einwanderer aus Sizilien und Professor für romanische Sprachen. Seine Mutter war die Tochter italienischer Immigranten und Lehrerin. Als Scalia fünf Jahre alt war, zog die Familie nach Queens, New York City. Sein Vater arbeitete damals am Brooklyn College.
Scalia besuchte die öffentliche Schule in Queens bis zur achten Klasse (Middle School). Mit einem Stipendium ging er auf die Xavier High School, eine katholisch-jesuitische Schule in Manhattan, die er als Klassenbester abschloss. 1957, nach einem einjährigen Aufenthalt an der Universität Freiburg in der Schweiz, beendete er sein Studium an der Georgetown University als Jahrgangsbester und erwarb den Bachelor of Arts in Geschichte mit der Auszeichnung summa cum laude. Danach studierte er Jura an der Law School der Harvard University, wo er 1960 mit der Auszeichnung magna cum laude abschloss. Die Universität gewährte ihm 1960/61 als Sheldon Fellow eine Reise durch Europa.
Am 10. September 1960 heiratete Scalia Maureen McCarthy, eine Englischstudentin am Radcliffe College. Sie bekamen neun Kinder. Sein Sohn Eugene Scalia wurde 2019 unter Präsident Donald Trump Arbeitsminister.
Scalia wohnte in McLean, Virginia. Er starb in der Nacht auf den 13. Februar 2016 auf einer Ranch in der Nähe von Marfa, Texas.
Der Tod Scalias fiel ins letzte Amtsjahr von Präsident Obama, der dadurch die Möglichkeit erhielt, einen Richterposten am Obersten Gericht neu zu besetzen. Letztlich gelang ihm dies aber nicht, da der von Obama nominierte Merrick B. Garland durch den republikanisch dominierten Senat über ein Jahr bis zur Präsidentschaftswahl 2016 blockiert wurde, indem seine Anhörung vor dem Justizausschuss verweigert wurde. Der 2016 gewählte Präsident Donald Trump nominierte für Scalias Position Neil Gorsuch, den der Senat im April 2017 bestätigte.

## Karriere

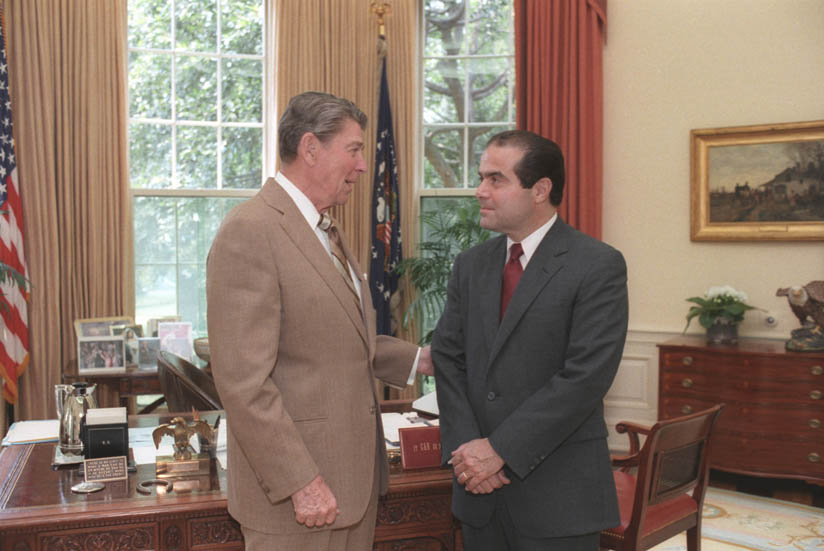
Antonin Scalia mit Präsident Ronald Reagan (1986)

Scalia begann seine Tätigkeit als Anwalt in der Kanzlei Jones, Day, Cockley, and Reavis in Cleveland, wo er von 1961 bis 1967 arbeitete. 1967 wurde er Professor der Rechtswissenschaft an der University of Virginia. 1971 wechselte Scalia, Mitglied der Republikanischen Partei, in den Dienst der Bundesregierung (damals unter Präsident Richard Nixon), wo er als Rechtsberater des Office of Telecommunications Policy (seit 1978 'National Telecommunications and Information Administration') vor allem damit befasst war, den Rechtsrahmen zum schnell wachsenden Kabelfernsehen zu formulieren. 
Während der Präsidentschaft von Gerald Ford (1974 bis 1977, Kabinett Ford) war er als Assistant Attorney General im Justizministerium angestellt.
1977 kehrte er in den akademischen Beruf zurück und lehrte an der University of Chicago (bis 1982), daneben auch als Gastprofessor an der Georgetown University und der Stanford University. 1981/82 war er Vorsitzender der Abteilung der American Bar Association für öffentliches Recht.
1982 wurde er zum Richter am Bundesberufungsgericht (Court of Appeals) für den District of Columbia ernannt. Dieses Gericht gilt als Sprungbrett zum Supreme Court. Tatsächlich schlug Präsident Ronald Reagan ihn 1986 als Associate Justice vor; er sollte den Platz von William Rehnquist einnehmen, der wiederum dem ausgeschiedenen Warren Burger als Vorsitzender Richter (Chief Justice) nachfolgte. Der US-Senat stimmte seiner Ernennung mit 98:0 Stimmen zu. Scalia nahm seinen Posten am 26. September 1986 ein und wurde damit der erste italo-amerikanische Richter am höchsten Bundesgericht. 2003 wurde Scalia in die American Academy of Arts and Sciences gewählt.
Nach dem Tod Rehnquists galt Scalia als möglicher Nachfolger; Präsident George W. Bush hatte im Wahlkampf 2004 mehrfach seine Hochachtung für ihn ausgedrückt. Anfang September 2005 nominierte Bush allerdings John Roberts als Rehnquists Nachfolger. Seit dem Rücktritt von John Paul Stevens im Jahr 2010 war Scalia der dienstälteste Richter am Supreme Court.

## Juristische Standpunkte
Scalia galt als stärkster Vertreter der Auslegungsmethoden einer originalistischen Rechtsphilosophie und einer textgetreuen Deutung der Verfassung der Vereinigten Staaten. Grundsätzlich hielt er es nicht für angemessen, neue Rechte in die Verfassung „hineinzulesen“. Die Rechtsprechung des Supreme Court habe sich nicht nach zeitgemäßen Ansichten oder dem moralischen Empfinden der Richter zu richten, sondern allein nach dem, was der Text der Verfassung und der Gesetze hergibt und danach, wie diese vermutlich verstanden wurden, als sie beschlossen wurden. Nach den Kriterien Savignys setzt diese Rechtsschule ausschließlich auf die grammatikalische und die historische Auslegung. Rechtliche Standards und Ansichten außerhalb der USA hielt er aus demselben Grund für unerheblich.
Dieser Ansatz galt grundsätzlich als sehr konservativ. Jedoch führte er in einigen Fällen auch zu bemerkenswert liberalen Ergebnissen. So überraschte er vor allem linke Kritiker, als er im Fall Texas v. Johnson zur Mehrheit der Richter gehörte, die das Verbrennen der amerikanischen Flagge als freie Meinungsäußerung geschützt sahen. Zuletzt sorgte er 2004 im international beachteten Prozess Hamdan v. Rumsfeld für Aufsehen, als er in seiner abweichenden Meinung das Festhalten von US-Bürgern (hier ein u. a. im Gefangenenlager Guantanamo festgehaltener Gefangener) als ungesetzliche Kombattanten ohne Zugang zu normalen Gerichten als widerrechtlich beschrieb: die Regierung habe dazu laut Verfassung nur das Recht, wenn der Kongress das Habeas-Corpus-Recht aufgrund einer Rebellion oder einer Invasion aufgehoben habe. In zwei weiteren Fällen war er zuletzt auf der Seite der Mehrheit, die die Todesstrafe nur noch erlaubten, wenn sie von einer Jury beschlossen wurde, und generell alle Urteile für nichtig erklärten, in denen das Strafmaß von einem Richter aufgrund neuer Erkenntnisse erhöht wurde.
Zu eher konservativen Entscheidungen führte Scalias Ansatz in zahlreichen anderen Fällen, von denen hier nur zwei Beispiele genannt werden: 2003 war er im Fall Lawrence v. Texas in der Minderheit, als er texanische Gesetze gegen Homosexualität nicht im Widerspruch mit der Verfassung sah. Im Fall Roper v. Simmons von 2005 war er ebenfalls in der Minderheit: Dieses Urteil verbot die Hinrichtung Minderjähriger. Scalia schrieb in seiner abweichenden Meinung, dafür gebe es keinen hinreichenden Grund in der Verfassung; ob die Todesstrafe an Minderjährigen heute in den USA oder anderswo als grausam angesehen werde, spiele dafür keine Rolle, und wer sie verbieten wolle, müsse eben die Verfassung ändern. Der Supreme Court könne nicht von sich aus neue Bestimmungen schaffen. Als Gegner des „modernen“ Ansatzes einer living constitution, also einer „lebendigen Verfassung“, die im Rahmen der Zeit immer wieder neu interpretiert werden solle, stand er oft im Gegensatz zu seinem Richterkollegen Stephen Breyer, der genau diesen Ansatz vertritt.
Wie alle Vertreter einer am Wortlaut und der historischen Bedeutung der Rechtsquelle orientierten Auslegung hielt Scalia es für die Aufgabe des Gesetzgebers, veränderte kulturelle und moralische Ansichten durch eine Änderung der Gesetze festzuschreiben. Es sei nicht die Rolle der Judikative, diese Anpassung durch eine moderne Auslegung des unveränderten Gesetzestextes zu leisten. So begründete er seine ablehnende Haltung gegenüber der Übertragung der Entscheidung über die gleichgeschlechtliche Ehe auf das oberste Gericht damit, dass eine solche Gerichtsentscheidung das Prinzip „no social transformation without representation“ verletze, welches noch fundamentaler sei als das Prinzip „no taxation without representation“, welches eine Besteuerung ohne Zustimmung der gewählten Volksvertreter verbietet. In diesem Geist kritisierte Scalia im Juni 2015 auch die geringe Diversität und Repräsentativität des obersten Gerichts, das nur mit Katholiken und Juden besetzt sei, die sämtlich (bis auf eine Richterin) in Harvard oder Yale studiert hätten, und forderte, dass ein evangelikaler Christ oder zumindest irgendein Protestant zum Richter ernannt werden sollte.
Scalia unterstützte die heftig kritisierte Mehrheitsentscheidung des Supreme Court im Fall Bush v. Gore, welche die Nachzählungen der Präsidentschaftswahlen 2000 stoppte.
Scalia wurde wiederholt vorgeworfen, dass er seine Orientierung am Wortlaut der Verfassung nur vortäusche und in Wirklichkeit jede Begründung nutze, solange seine persönlich geprägte Vorstellung des Rechts durchgesetzt werde. Entgegen seiner Selbstwahrnehmung als Vertreter des judicial self-restraint wurde er von einem Verfassungsjuristen als „the most activist supreme court judge in history“ bezeichnet. Zu keiner Zeit hätte sich der Supreme Court so häufig über den Willen des Gesetzgebers oder die vorherrschende Rechtsprechung hinweg gesetzt. Wie Kritiker attestierten, griff Scalia dabei nur in wenigen Entscheidungen auf Dokumente aus der Frühzeit der Vereinigten Staaten zurück. Der Rechtswissenschaftler Andrew Koppelman bezeichnete Scalia in einem Nachruf daher als „tragische Figur“, die an seine originalistische Selbsttäuschungen glaubte und nicht erkannte, dass er letztlich voreingenommen und willkürlich argumentierte.

## Persönlichkeit und Umgang mit Medien
Scalia war bekannt für seine direkten und scharfen Fragen bei Verhandlungen. In seinen Erklärungen und abweichenden Meinungen formulierte er oft sarkastische Angriffe auf die anderen Richter und versuchte, Widersprüche in ihren Begründungen nachzuweisen. Nach Auffassung von Gary Peller, Jura-Professor an der Georgetown University, ging er in der Verhandlung mit Anwälten rüde um, bis zur offenen Demütigung. Dies und seine rechtsphilosophischen Ansichten machten ihn zu einer umstrittenen Person. Trotz oft gegensätzlicher verfassungsrechtlicher und gesellschaftspolitischer Auffassungen war Scalia eng befreundet mit seiner als liberal geltenden Kollegin Ruth Bader Ginsburg, was unter anderem in gemeinsamen Opernbesuchen, Silvesterfeiern und Reisen seinen Ausdruck fand.
Er war in den USA einer der bekanntesten Richter. Dazu trug bei, dass er viel und gerne reiste und Einladungen zu Reden und Podiumsgesprächen annahm, an Moot Courts teilnahm und Vorlesungen hielt. Erst nach seinem Tod wurde problematisiert, dass diese Einladungen nicht nur von Universitäten und juristischen Fachveranstaltungen, sondern auch von privaten und gewerblichen Auftraggebern stammten. So unternahm er neben den 258 öffentlich subventionierten Reisen zwischen 2004 und 2014 alleine 2014 auf Kosten von privatwirtschaftlichen Auftraggebern an 23 Terminen teil. Bei diesen Terminen waren auch Personen und Interessengruppen involviert, die zu diesem Zeitpunkt aktiv an Verfahren vor dem Supreme Court beteiligt waren. So nahm er vor der Entscheidung im Fall Citizens United an einer Tagung in Palm Springs teil, die von den Koch-Brüdern finanziell mitunterstützt wurde.
Scalia war sehr auf den Schutz seiner eigenen Privatsphäre bedacht und lange Zeit bekannt dafür, sich Video- und Audiomitschnitten seiner Auftritte zu widersetzen; dies unterlegte er ebenfalls mit der Verfassung, nämlich seinem „Recht gemäß dem First Amendment, nicht im Radio zu sprechen, wenn ich es nicht wünsche.“ Er sprach sich auch mehrfach dagegen aus, Verhandlungen des Supreme Court etwa im Fernsehen übertragen zu lassen; er befürchtete, dass dadurch ein falsches Bild von der Arbeit des Gerichts aufkommen könnte.
Im April 2004 konfiszierte eine Sicherheitsbeamtin bei einer öffentlichen Rede in Hattiesburg, Mississippi den Mitschnitt einer Rede Scalias von einem Reporter, was zu einer öffentlichen Kontroverse führte. Scalia entschuldigte sich später bei dem Reporter und erlaubte seither Print-Journalisten den Mitschnitt von Äußerungen, um sie korrekt wiedergeben zu können.

## Musik, Auszeichnungen und Ehrungen
Im Jahr 2015 komponierte Derrick Wang eine komische Oper (Originalbezeichnung: „An American comic opera“) über Scalias freundschaftliche Beziehung mit Ruth Bader Ginsburg, einer US-Richterin am Obersten Gerichtshof der USA, die den Titel Scalia/Ginsburg: A (Gentle) Parody of Operatic Proportions trägt und auch als Scalia v. Ginsburg bekannt ist.
Im Mai 2016 benannte die George Mason University ihre School of Law in Antonin Scalia Law School um.
Die Italy–USA Foundation verlieh Scalia posthum ihren America Award. Die Verleihungszeremonie fand vor dem italienischen Parlament statt.
Im November 2018 kündigte US-Präsident Donald Trump an, Antonin Scalia die Presidential Medal of Freedom posthum zu verleihen.

## Veröffentlichungen
- mit Bryan A. Garner: Reading Law. The Interpretation of Legal Texts. Thomson West, Eagan 2012, ISBN 978-0-314-27555-4.